# Sensibilidade climática

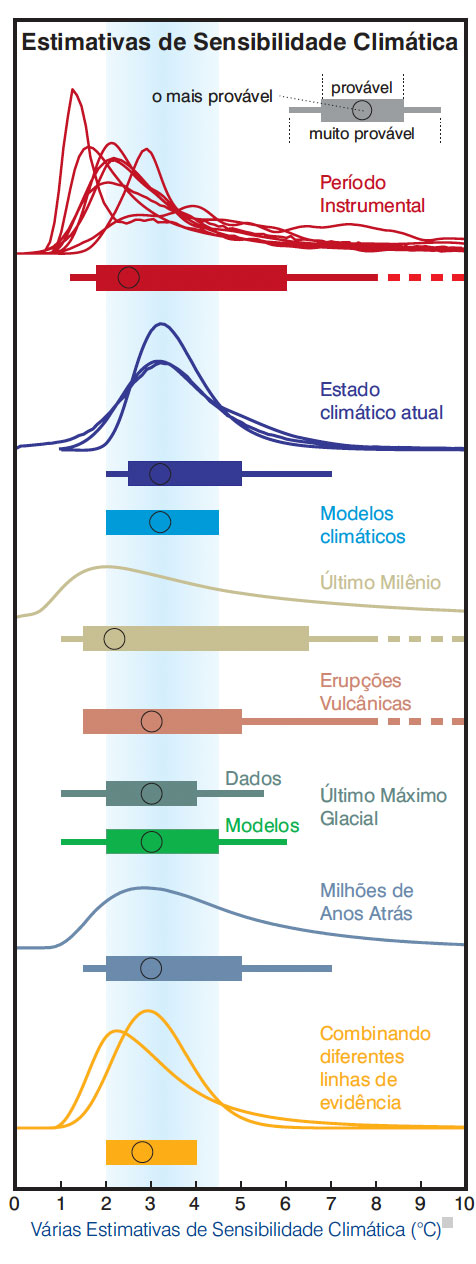
Várias estimativas de sensibilidade climática, a partir de diferentes abordagens. O círculo representa o valor mais provável de cada estimativa. A faixa representa a margem de incerteza abrangendo mais de 66% da probabilidade.

A sensibilidade climática é uma medida de quanto a temperatura do sistema climático responde a uma variação da forçante radiativa. Em outras palavras, é quanto a temperatura do clima varia quando se muda a quantidade de energia nele aplicada, na forma de luz visível, infravermelha ou ultravioleta. Por exemplo, um grande erupção vulcânica causa maior reflexão da luz solar de volta ao espaço, provocando resfriamento do sistema climático.
Vários estudos se dedicaram a quantificar a variação da temperatura em resposta à mudança da forçante radiativa causada pela variação da concentração de gases estufa, em particular o dióxido de carbono (CO2). Estas investigações incluem não só os efeitos diretos do CO2, como também outras consequências que aumentem ou diminuam a perturbação inicial, na forma de feedbacks, como o aumento do vapor d'água ou a diminuição da calota polar ártica.
O primeiro estudo desse tipo data de 1896, feito pelo sueco Svante Arrhenius. Daí em diante, inúmeros outros foram feitos, a partir de diversos conjuntos de dados e abordagens metodológicas, em países e épocas diferentes. Neles incluem-se tanto levantamentos empíricos, realizados a partir de dados paleoclimáticos ou medições instrumentais recentes, quanto cálculos teóricos baseados em simulações de computador – os modelos climáticos. Tanto nas estimativas calculadas quanto naquelas baseadas em observações, os resultados encontrados nas últimas décadas convergem para uma sensibilidade climática entre 2,3 °C e 4,5 °C , sendo a estimativa mais provável a de 3 °C de aquecimento, se a concentração de CO2 subir para o dobro dos níveis pré-industriais, isto é, de 280 ppm para 560 ppm. Valores mais altos do que 4,5 °C não estão excluídos, e valores abaixo de 1,5 °C são muito improváveis. Em janeiro de 2013, esta concentração atingiu 395 ppm. Projeções conservadoras apontam para mais de 700 ppm até 2100. A evolução das emissões, mantidas como vêm se mostrando até aqui, sugerem mais de 1000 ppm até o final do século.
Nenhum dos efeitos produzidos pelas forçantes climáticas é instantâneo. Devido à inércia térmica dos oceanos terrestres e à lenta resposta de outros efeitos indiretos, o sistema climático da Terra leva mais de três décadas para se estabilizar. Estudos de comprometimento climático indicam que, por esse motivo, ainda que os gases estufa se estabilizassem nos níveis do ano 2000, um aquecimento adicional de aproximadamente 0,5 °C ainda ocorreria.